# Ben Janbroers
Ben Janbroers (Amsterdam, 9 november 1948) is een Nederlands voormalig wielrenner die beroeps was tussen 1971 en 1977.
Janbroers nam in 1973 eenmalig deel aan de Tour en werd na de achtste etappe gediskwalificeerd wegens stayeren. Datzelfde jaar werd hij tweede op het Nederlands kampioenschap wielrennen achter Joop Zoetemelk.

## Belangrijkste overwinningen
1968
- 7e etappe Olympia's Tour

1969
- Ronde van Drenthe
- Nationaal Kampioenschap op de weg, Amateurs

1971
- Nationaal Kampioenschap baan, Achtervolging, Elite

## Resultaten in voornaamste wedstrijden
| Jaar | Ronde van Italië | Ronde van Frankrijk | Ronde van Spanje |
| ---- | ---------------- | ------------------- | ---------------- |
| 1972 |                  |                     |                  |
| 1973 |                  | uitgesloten         |                  |

| Jaar | Amstel Gold Race | Luik-Bast.‑Luik |
| ---- | ---------------- | --------------- |
| 1972 | 25e              |                 |
| 1973 | 23e              | 41e             |

Wielerploegen van Ben Janbroers
Besnard ·
Bilsland ·
Bouloux ·
Bracke ·
Danguillaume ·
David ·
De Witte ·
Delisle ·
Dumont ·
Gay ·
Godefroot ·
Janbroers ·
Jourden ·
Julien ·
Maingon ·
Martelozzo ·
Mattioda ·
Mollet ·
Parenteau ·
Pingeon ·
Quesne ·
Rabaute ·
Raymond ·
Rouxel ·
Sadot · 
Thévenet ·
Tschan
Aigueparses ·
Besnard ·
Bilsland ·
Bouloux ·
Bracke ·
Danguillaume ·
David ·
De Witte ·
Delisle ·
Dumont ·
Esclassan ·
Godefroot ·
Janbroers ·
Jourden ·
Julien ·
Maingon ·
Martelozzo ·
Mattioda ·
Mollet ·
Ovion ·
Parenteau ·
Pingeon ·
Raymond ·
Rouxel ·
Sibille · 
Thévenet ·
Tschan